# Palacio de Al-Faw
El Palacio de Al-Faw (también conocido como el Palacio del Agua) es una construcción ubicada en Bagdad aproximadamente a 5 km (3,1 millas) del Aeropuerto Internacional de Bagdad, Irak. Está situado en un antiguo complejo turístico a unos 5 kilómetros de la Zona Verde de Bagdad, que ahora se conoce como Zona Internacional o IZ por sus siglas en inglés.

## Descripción general
Sadam Huseín encargó su construcción en la década de 1990 para conmemorar la reconquista de la península de Al-Faw por parte de las fuerzas iraquíes durante la guerra con Irán. El palacio cuenta con más de 62 habitaciones y 29 baños. Hay un lago artificial que rodea el palacio que tiene una raza especial de lubinas grandes llamadas lubinas de Sadam, así como carpas. Sadam usó anteriormente el palacio para expediciones de caza de patos.
El complejo fue bombardeado por fuerzas estadounidenses durante la invasión de Irak que comenzó el 20 de marzo de 2003, y en el lugar se asentaron las tropas, que transformaron el lugar en la base Camp Victory. Allí Sadam fue trasladado tras ser capturado ese mismo año. Incluso algunas de las sesiones de su juicio por crímenes contra la humanidad se celebraron en Al-Faw.

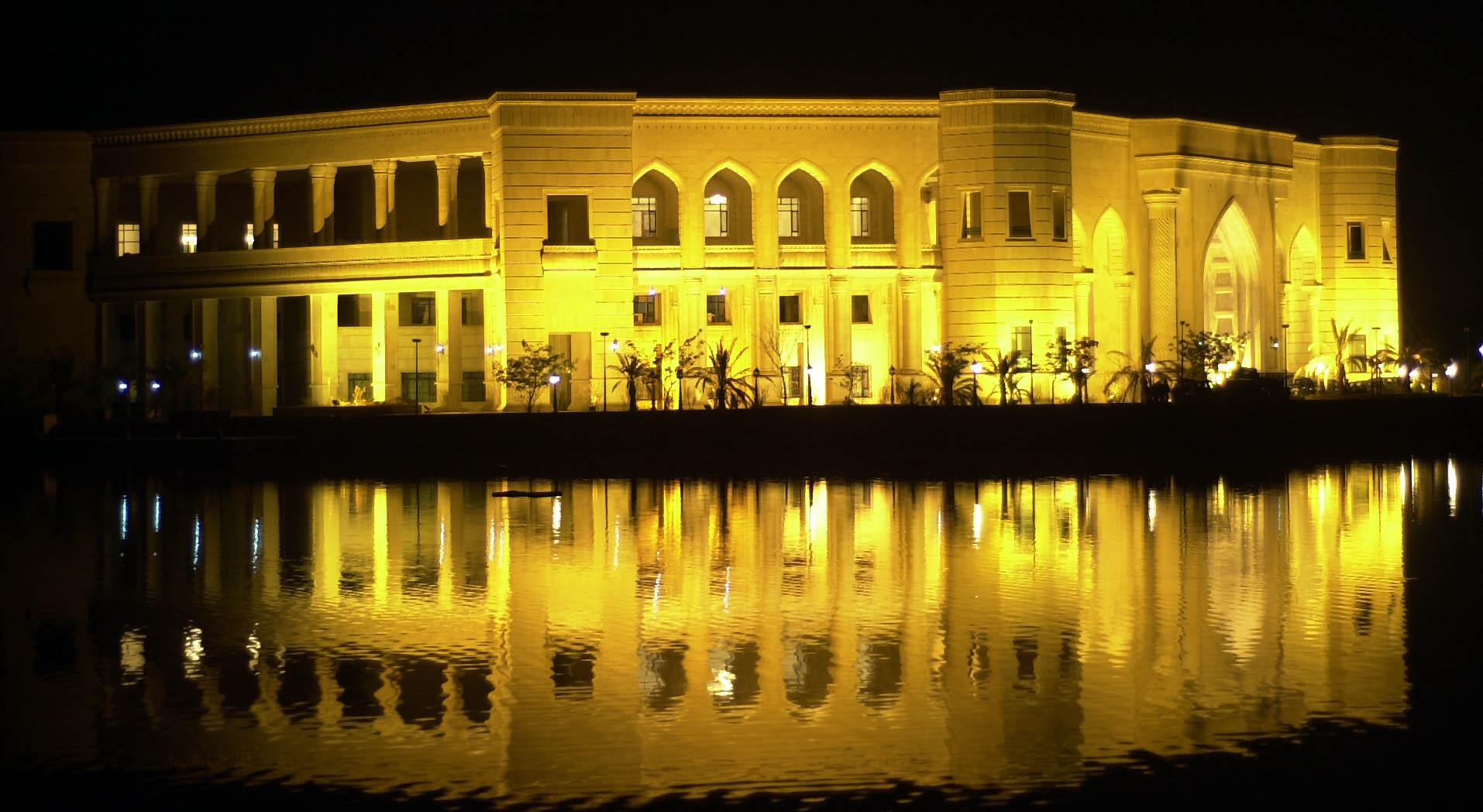
El palacio de Al-Faw, iluminado durante la ceremonia de cambio de mando entre el III Cuerpo y el XVIII Cuerpo Aerotransportado, a principios de febrero de 2005.

El complejo contiene numerosas villas y palacios más pequeños y es una de las bases más grandes de Estados Unidos y la Coalición Multinacional en Irak. Muchas de las habitaciones del palacio se convirtieron para servir como oficinas, y después de 2004, el edificio se utilizó como sede de la Fuerza Multinacional Irak, junto con el Centro de Operaciones Conjuntas, que sirvió durante años como Control de Misión para el Cuerpo Multinacional Irak y todos los aspectos operativos de la guerra de Irak.
Tras la retirada de las tropas norteamericanas en 2011, el recinto permaneció completamente abandonado hasta que, en 2017, un empresario iraquí acordó con el Gobierno empezar las obras para acondicionar el palacio y convertirlo en aulas que desde 2021 acogen la Universidad Americana de Irak-Bagdad.